# Corsario (1811)
La balandra conocida como bote Corsario fue un buque armado en corso al servicio de las Provincias Unidas del Río de la Plata durante la lucha por la independencia.

## Historia
Con matrícula del puerto de Buenos Aires era conocida como "Bote de Bouchard y Hubac".
Tenía 8 toneladas de porte, 10 metros de eslora y una tripulación de 10 hombres al mando de un patrón.
A comienzos de 1811, sus propietarios Hipólito Bouchard y Ángel Hubac, obtuvieron permiso del gobierno para efectuar una campaña de corso "en los Paranaes con un bote y tripulación mantenida y pagada a nuestro costo", en lo que para algunos es la primera patente de corso otorgada a un particular por el gobierno de la Revolución de Mayo.
El 10 de febrero de 1811 el ahora llamado "Bote Corsario" zarpó de Buenos Aires y cruzó el río Paraná Guazú hasta el Paraná Miní, donde tras capturar una balandra de Montevideo continuó al norte en búsqueda del falucho San Luis.
En sucesivos ataques capturó la balandra María Antonia, propiedad de Ángel Mariano Elía y con carga para Montevideo, las balandras Asunción y San Blas de matrícula española y una balandra de matrícula de Montevideo. 
Consta también la captura en 1812 de la balandra San José de Montevideo con el nombre de bote Corsario de Hubac, de la chalupa La Atrevida, propiedad de Nicolás Rovallo, con el nombre bote del Estado de Hubac y del champán Nuestra Señora del Carmen, del que se señala solo que fue apresado por Hubac el 16 de diciembre de 1813.